# Бобровые войны
«Бобровые войны» (англ. Beaver wars) — принятое в российской и иностранной историографии название серии военных конфликтов преимущественно между индейскими племенами во второй четверти — конце XVII века, основными участниками которых были ирокезы и индейцы из других окрестных племён, а также французские колонисты, регулярные войска и население европейских колоний. Бобровые войны велись преимущественно в районе Великих озёр и в Северном Вудленде и являются одним из самых кровавых эпизодов истории Северной Америки.
Название не отображает всю суть этих войн, а является лишь традиционным обозначением: до недавнего времени считалось, что причинами войны являлись передел охотничьих угодий и борьба за права на торговлю с европейцами в указанных регионах. Однако такой локализованный подход не в полной мере отражает весь комплекс исторических событий, происходивших в доконтактный и ранний колониальный периоды в восточной части Северной Америки; он исключает из рассмотрения климатический фактор и вызванные им миграционные процессы, имевшие место в сопредельных регионах, таких как Канадские прерии, весь Средний Запад и Юго-восток США.

## Введение

### Предпосылки
Начало ирокезской экспансии было положено ещё в XVI веке. После создания конфедерации пять ирокезских племён смогли быстро восстановить позиции, потерянные после их изгнания алгонкинами из бассейна реки Святого Лаврентия. В силу сложившегося хозяйственного устройства, когда основное пропитание добывали женщины и, соответственно, мужские руки были освобождены, а также благодаря удачной обороне от внешних врагов с последующим снижением интенсивности их натиска, были созданы предпосылки для активной внешней экспансии. В короткое время ирокезы смогли накопить боевой опыт, привыкнуть к постоянным боевым действиям (которые в силу агроклиматических особенностей имели преимущественно наступательный характер), были сформированы военные традиции — всё это способствовало переходу от обороны к наступлению. Также большое значение имело то, что главным способом повышения социального статуса человека стали военные заслуги. Ещё одной, но менее значительной причиной, можно считать культурную изолированность ирокезов в окружении довольно сильно отличающихся от них алгонкинских племён, что затрудняло ведение мирного диалога между ними. В позднее время уничтожение бобров, чей мех был основным предметом обмена на ставшие необходимыми европейские товары, также способствовало экспансии.

### Причины успехов

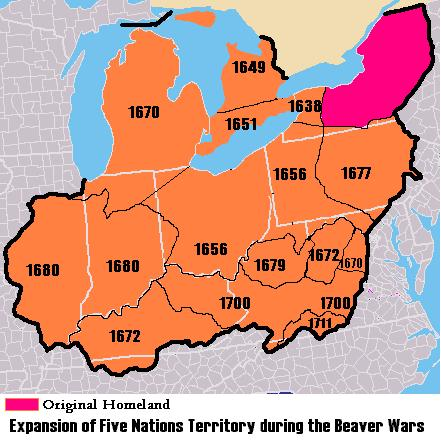
Экспансия ирокезов в ходе Бобровых войн

Важную роль в успешной завоевательной политике ирокезов исследователи отводят стратегически выгодному географическому положению их территории. Располагаясь в долинах между водораздельными горными хребтами и на побережье озера Онтарио, они владели удобными водными путями, позволяющими без труда достигать всех важных районов Северо-востока Северной Америки. Вторая причина — опять же в сложившемся хозяйственном укладе, когда женщины занимались добычей основного пропитания — и изначально мужчинам-ирокезам отводилась роль охотников и воинов. Соответственно, с рождения их готовили именно к этому. Третьей причиной является достаточно быстрое замещение традиционного оружия огнестрельным, которое в большом количестве поставлялось европейцами, конкурировавшими между собой за монопольную торговлю с ирокезами.

### Стратегия «Бобровых войн»
Нетипичным было ведение боевых действий ирокезов и их отношение с побеждёнными племенами. Практика повышения социального статуса через военные заслуги делала нежелательным подчинение поверженных племён или их вассализацию для военных вождей. Соответственно, с людьми из этих племён можно было не считаться и применять особую жестокость, которая сильно подрывала боевой дух подвергшихся нападению. Показательно также их отношение к подчинённым племенам, которые не были ни влиты в состав Лиги ирокезов, ни уничтожены. С другой стороны, такая безжалостная тактика способствовала отчуждению «усыновлённых» ирокезами от своих бывших соплеменников и делала невозможным их предательство уже в отношении самих ирокезов. Поверженные ирокезами племена либо изгонялись со своих земель, либо полностью включались в состав племён — членов Лиги и ассимилировались, либо оставались в качестве племён для повышения статуса воинов или откупа от них (иногда это приобретало форму дани). Иногда направлялись специальные надсмотрщики или даже — позднее — назначались «почти-короли» и их представительства для контроля над племенами. Природно-климатические условия часто требовали использования небольших мобильных отрядов, что мешало организации военного взаимодействия между членами Лиги и привело к поражению в оджибве-ирокезской войне. Французы, однако, быстро переняли эту тактику, и крупные экспедиции Кариньян-Сальерского полка в 1665—1666 годах стали уникальным, хотя и не слишком удачным опытом.

### Экспансия ирокезов в доколониальный период
О ведении войн членов Лиги против соседей до прибытия европейцев в Северную Америку известно мало. Однако уже то, что французы, совсем недавно обосновавшиеся в Квебеке, в 1609 году ввязались в войну мохоков за долину реки Святого Лаврентия на стороне гуронов и алгонкинов, говорит о том, что войны ирокезы вели, и вели их довольно успешно — раз уже в начале XVII века силами одного лишь члена союза были готовы выступать сразу против нескольких сильных союзов. В легенде об основании Лиги также упоминается о многочисленных войнах. Само основание конфедерации, по легенде, проходило в ситуации военного конфликта мохок и онейда с могиканами. Промедление ирокезов с нападением на эри, их нерешительность говорят о том, что это племя до прибытия европейцев на континент успело зарекомендовать себя грозным противником в войнах с ирокезами. Данные факты позволяют экстраполировать причины войн на более ранний период истории ирокезов.

## Влияние торговли с европейцами
Появление на континенте европейских колонистов стало катализатором во внешней экспансии ирокезов и качественно изменило характер ведения войн. Ценность пушнины также увеличилась, так как она стала практически единственным товаром для обмена на продукцию европейского производства, быстро вошедшую в быт ирокезов. Соседство их страны с территорией колоний сразу нескольких стран (шведских, голландских, английских) позволило избежать экономического давления колониальной администрации. Это также вынуждало колонистов нарушать правила о продаже огнестрельного оружия, так как в случае несговорчивости одной стороны ирокезы могли обратиться к конкурентам. В то же время тесное партнёрство с белыми торговцами сделало Лигу сильнейшим образованием на северо-востоке Северной Америки, что, в свою очередь, ирокезы использовали для устранения уже своих конкурентов. Зависимость от европейских товаров, истощение собственных охотничьих угодий, а также стремление получить монопольное право сбыта европейцам пушнины (чем они уже успели насладиться в отношении голландцев) обусловили их военную экспансию в регионе.

## Бобровые войны

### Победоносное начало

Ирокезский воин. Старинный рисунок

После того, как ирокезы вытеснили могикан с их территории в результате ирокезо-могиканской войны, они стали фактически единственной силой, с которой колонисты восточного побережья могли вести стабильную торговлю. Однако земли Лиги были небогаты пушниной, что вынуждало их искать новые охотничьи угодья. Лига начала наступление на север и запад, на местности, в которых в изобилии водились бобры — основной источник ценной пушнины. В перспективе это также сулило выгодное посредничество в торговле с французами, чем доселе пользовались гуроны и алгонкинские племена.
Однако появление ирокезов в начале 1630-х на французских торговых маршрутах стало помехой для собственно французских поселенцев, занимавшихся этим промыслом. В результате французы начали активно вооружать врагов ирокезов: гуронов, монтанье, оттава и других — создавая, таким образом, буфер. Последние, в свою очередь, направили это оружие против племён на юге, отвоёвывая у них охотничьи угодья и играя, таким образом, главную роль в начавшихся Бобровых войнах. В 1638-м и 1640-м произошло ещё два серьёзных витка гонки вооружений, связанных с появлением шведов, начавших вооружение саскуеханнок, и попыткой англичан переманить у голландцев мохоков, в ответ на что голландцы начали вооружать ирокезов ещё сильнее. Следствием этого стала всё растущая мощь Лиги, которая постепенно начала переориентироваться в своей экспансии с востока на запад.
Так и не договорившись дипломатическим путём о разделе территории с гуронами, ирокезы начали затяжную войну с ними, продолжавшуюся до 1649 года, когда гуроны были разгромлены и вынуждены были бежать на запад. Аналогичным образом покинули свои земли племена: фоксы, шауни, сауки, майами, могикане и многие другие, часть их пополнила ряды французских союзников. В 1650-м были разбиты нейтралы, в 1656-м — эри (война продолжалась три с лишним года). До 1675-го сопротивлялась конфедерация саскуеханнок на юго-востоке от Лиги — ирокезоязычные племена, нередко до этого выступавшие на стороне Лиги в конфликтах с другими индейцами. В 1651-м начала войну коалиция, вооружённая французами, в которую входили абенаки, могикане, сококи и другие, — что, однако, экспансию ирокезов сдержало несильно: даже вынужденные воевать на несколько фронтов, они в скором времени коалицию разбили. Ирокезы также посылали отряды в далёкие земли для наказания бежавших с родных мест врагов, нападали на племена, приютившие их. В итоге район боевых действий расширился практически на весь северо-восток Северной Америки.

### Противостояние и переориентация
Несмотря на успехи ирокезов и нарушение французской торговли пушниной в связи с уходом гуронов, французы продолжали ориентироваться на традиционных партнёров (к которым добавились ещё некоторые индейские племена, подвергшиеся нападению ирокезов), не завязывая официальных торговых отношений с ирокезами. Были неоднократные попытки договориться о разграничении торговых и промысловых сфер между ирокезами и союзниками французов, однако заключённые договорённости не исполнялись французами, что приводило к возобновлению боевых действий.
После 1653 года, оценив бесперспективность попыток лишить французов традиционных поставщиков пушнины — монтанье, оттава, кри и др., против которых было предпринято несколько военных походов, — ирокезы снова решили начать мирные переговоры. Весной 1654-го состоялись переговоры с участием вождя-метиса Канакеса, привёзшего поручительные письма от голландцев. Однако сложные переговоры, длившиеся более года, к решению проблем, стоявших перед Лигой, не привели. Не изменила ситуацию и серия последующих переговоров.
В 1665 году французами была организована экспедиция против ирокезов, ознаменовавшая собой поворотный этап в Бобровых войнах. Отныне походы французов в земли ирокезов стали совершаться регулярно. В 1667-м ирокезы были вынуждены заключить мирный договор, распространявшийся и на союзные племена. В результате 13-летней передышки французская торговля пушниной начала восстанавливаться, возобновились промысловые и миссионерские поездки на Великие озёра, были организованы миссии в Мичигане, положение французов упрочилось, была создана континентальная милиция. Однако произошло снижение стоимости пушнины, что вызвало недовольство французских союзников, чем в свою очередь не преминули воспользоваться ирокезы, переманивая их для торговли с англичанами через свою территорию, транзит через которую в это время стал безопасным. Это в итоге привело к снижению торгового оборота рынков в Квебеке. В то же время (1677 год) была создана Договорная цепь из побеждённых народов, что упрочило положение ирокезов в регионе. Кроме того, и собственно французские трапперы предпочитали сбывать пушнину не на севере, а на востоке — голландцам, а затем и англичанам. Связано это было, во-первых, с тем, что путь по реке Гудзон был короче, во-вторых, с тем, что цены на товары в голландских и английских колониях были ниже. В то же время ирокезы тоже несли убытки, возможность расширения охотничьих угодий была ограничена договорами, что их сильно обременяло. Многие ирокезские воины принимали участие в войне короля Филиппа. Такое положение дел было невыгодно обеим сторонам, и возобновление войны не заставило себя ждать.

### Последующие войны
Подчинив в 1675 году саскуеханнок, ирокезы начали полномасштабное наступление на западном направлении. Под удары попала конфедерация иллиной, с территории которой бежали также и находившиеся там французы. Серия свирепых набегов на алгонкинские племена несколько пошатнула альянс. На некоторое время, боясь расправы, союз вынуждены были покинуть даже индейцы-оттава, что не могло не сказаться на торговле пушниной. Открытый вооружённый конфликт возобновился. Французы стали перевооружать созданную незадолго до этого милицию, укрепляли форты. Однако удача поначалу сопутствовала ирокезам, которые остановились лишь в 1684 году, когда провалилась их попытка взять форт Сент-Луис. В том же году французы воссоздали альянс, в который вошли оджибва, оттава, фоксы, сауки, гуроны, майами, иллиной, разноплеменные жители из подконтрольного французам Висконсина, бежавшие в своё время от ирокезов, и многие другие. Первые действия альянса были тем не менее неудачными, так что губернатор Канады вынужден был даже заключить с ирокезами мир. Однако вскоре после смены губернатора боевые действия возобновились, а со временем альянс и французы стали теснить ирокезов, и уже к 1696 году те оказались загнаны в пределы своих исконных владений, за исключением части Пенсильвании и восточного Огайо. Шедшая параллельно война между Англией и Францией завершилась в 1697 году, но столкновения между союзниками французов, колонистами и ирокезами продолжались до 1701 года.

## Результаты
По миру, заключённому в 1701 году в Монреале между ирокезами и французами с альянсом (всего участвовало 39 индейских вождей) и сыгравшему очень большую роль в истории Северной Америки (см. также Великий монреальский мир), Лиге запрещалось участвовать в конфликтах между Англией и Францией, а конфликты между ирокезами и алгонкинами должны были разрешаться при посредничестве французов; части племён разрешалось вернуться на отвоёванные земли, хотя значительная часть по-прежнему осталась сконцентрирована в районе Висконсина.
По окончании войн из-за перенасыщения европейских рынков стала падать цена на пушнину. Французы были вынуждены свернуть официальную торговлю на Великих озёрах, что опять привело к разладу в союзе и сбыту мехов англичанам. Англичане подлили масла в огонь, открыв торговый пост в Детройте, подогрев противоречия среди алгонкинов, начавших враждовать между собой за близлежащие земли. Не стали ирокезы и буфером между английскими и французскими колониями, как сначала предполагалось, так как, отказав им в бо́льшей доле в посредничестве, французы предопределили их ориентацию на английские колонии. Кроме того, в результате интриг, которые плели ирокезы, убеждая англичан в происках французов, их Договорная цепь пополнилась племенами, ранее подконтрольными англичанам, а также перетянутыми на свою сторону бывшими союзниками французов из альянса, в котором теперь царил хаос.